# شرکت مالی وسکو
شرکت مالی وسکو (به انگلیسی: Wesco Financial Corporation) شرکت خدمات مالی و بیمه آمریکایی است، که در سال ۱۹۵۹ توسط چارلی مانگر تأسیس شد.